# Donald Winnicott
Donald Woods Winnicott (Plymouth, 7 d'abril de 1896 – Londres, 25 de gener de 1971) fou un pediatra anglès i psicoanalista que fou una figura influent en el camp de la psicologia amb les seves teories sobre les relacions d'objecte i el desenvolupament de la ment. Fou el primer representant del Grup Britànic Independent de la Societat Psicoanalítica Britànica, i un col·laborador proper de Marion Milner.
Winnicott ha aportat idees noves a la psicologia com la del jo vertader i jo fals o la del progenitor prou bo, i una tercera idea que adoptà de la seva segona esposa Clare Winnicott, que anomenà l'objecte de transició. Fou autor de diversos llibres, el més famós Playing and Reality (joc i realitat) i més de 200 articles.

## Orígens familiars i preparació
Winnicott nasqué a Plymouth, Devon, fill d'un comerciant que rebé el títol de sir en ser nomenat cavaller per haver estat escollit dues vegades alcalde de la ciutat. La seva família era benestant i aparentment feliç, però Winnicott recordava sentir-se oprimit per la convivència amb la seva mare, que tenia tendències depressives, i tampoc li resultà fàcil conviure envoltat de dones, tenia dues seves germanes, una mainadera, una institutriu i amb ells vivia una tieta. Segons deia, per poder portar la seva vida primer havia d'assegurar-se que la mare seguia viva. El seu pare, que era un lliurepensador molt emprenedor, l'animava a ser creatiu. Winnicott, parlant de la seva infantesa i adolescència, es descrivia com un adolescent pertorbat, que reaccionava contra la seva conducta autoimposada de bon xicot, adquirida per la pressió d'haver de bregar amb els estats d'ànim de la seva mare. Aquesta llavor d'autocontrol esdevindria la base del seu interès per treballar amb joves difícils.
Als 14 anys son pare l'ingressà en un internat de Cambridge, la The Leys School, com a càstig per haver fet servir una paraulota per expressat irritació. Estant allà es fracturà la clavícula i deixà escrit al seu diari personal que voldria ser metge per poder-se curar ell mateix.
El 1914 es matriculà en biologia, psicologia i anatomia al Jesus College, però en començar la guerra els estudis quedaren interromputs i fou assignat com a ajudant de metges a l'hospital provisional que s'instal·là a Cambridge. El 1917, s'enrolà a l'exèrcit de la marina (Royal Navy) i fou destinat al destructor HMS Lucifer.
Després de graduar-se a Cambridge inicià estudis de medicina clínica al St Bartholomew's Hospital Medical College de Londres. En aquesta època aprengué del seu tutor l'art de saber escoltar els símptomes i les històries que descrivien els pacients, una pràctica que li resultaria fonamental per practicar més tard la psicoanàlisi.

## Carrera professional
Winnicott acabà els estudis el 1920. El 1923 es va casar amb una artista de la ceràmica anomenada Alice Buxton Taylor, que tenia greus dificultats psíquiques per la qual cosa Winnicott dissenyà una teràpia conjunta que facilités la convivència. Obtingué plaça com a metge a l'Hospital Infantil Paddington Green de Londres, que mantindria durant 40 anys. El 1923 inicià una teràpia de psicoanàlisi amb el doctor James Strachey, que es perllongaria deu anys i el 1927 començà a fer ell de psicoanalista. Strachey comentà el cas de Winnicott amb la seva esposa, Alix Strachey, i sembla que arribaren a la conclusió que la vida sexual de Winnicott estava determinada per les seves angoixes. El 1936, se sotmeté per segona vegada a teràpia psicoanalítica amb Joan Riviere.
Winnicott esdevingué un prestigiós psicoanalista i, igual com altres seguidors d'Anna Freud mantingué un conflicte contra els deixebles de Melanie Klein pel dret a ser anomenats els veritables hereus de Sigmund Freud. Finalment tres grups més o menys afins de la Societat Britànica de la Psicoanàlisi arribaren a una solució de compromís: els "Freudians", els "Kleinians" i els del "Grup d'Entremig", aquest darrer també conegut per ‘’Grup Independent’’, amb el qual s'identificà Winnicott; altres membres eren: Ronald Fairbairn, Michael Balint, Masud Khan, John Bowlby, Marion Milner, i Margaret Little.
Durant la Segona Guerra Mundial, col·laborà com a pediatra en el programa d'evacuació infantil. En aquella època conegué a Clare Britton, psiquiatra social del mateix programa. Acabada la guerra es dedicà a fer conferències. Janet Quigley i Isa Benzie, de la BBC, li van demanar que impartís xerrades a la ràdio, i en realitzà més de seixanta entre 1943 i 1966. La seva primera sèrie de conferències, el 1943, es titulava "Nens feliços". Com a resultat de l'èxit d'aquestes xerrades, Quigley li va oferir un control total sobre el contingut dels programes, però aviat es va fer més consultiu, per recomanació de Quigley que pensava que així s'aprofundia més en la temàtica.
Entre els contemporanis influenciats per Winnicott hi havia Ronal David Laing, que va escriure a Winnicott el 1958 reconeixent la seva ajuda.
Winnicott es va divorciar de la seva esposa el 1949 i es va casar amb Clare Britton el 1951. La influència de Claire en les teories del seu espòs seria important.
Morí el 25 de gener del 1971, a causa d'un dels diversos atacs de cor que va patir, i fou incinerat a Londres. Clare Winnicott revisà la publicació pòstuma d'alguns llibres seus.